# Larisa Neiland
Larisa Sávchenko-Neiland (en ucraniano: Лариса Савченко-Нейланд; en letón: Larisa Savčenko-Neilande; nacida como Larisa Sávchenko el 21 de julio de 1966 en Leópolis, RSS de Ucrania), es una tenista retirada que representó a Letonia y a la Unión Soviética. Neiland ganó dos campeonatos de Grand Slam en dobles femeninos y otros cuatro en dobles mixtos, y llegó a ser número uno del mundo en dobles. También ganó dos títulos individuales y 63 dobles en el WTA Tour.

## Carrera

### Torneos de Grand Slam

#### Dobles femenino: 12 (2 títulos, 10 subcampeones)
| Resultado  | Año  | Campeonato                | Superficie | Compañera        | Oponentes                      | Puntuación         |
| ---------- | ---- | ------------------------- | ---------- | ---------------- | ------------------------------ | ------------------ |
| Subcampeón | 1988 | Wimbledon                 | Césped     | Natasha Zvereva  | Steffi Graf Gabriela Sabatini  | 6–3, 1–6, 12–10    |
| Ganador    | 1989 | Roland Garros             | Arcilla    | Natasha Zvereva  | Steffi Graf Gabriela Sabatini  | 6–4, 6–4           |
| Subcampeón | 1989 | Wimbledon                 | Césped     | Natasha Zvereva  | Jana Novotná Helena Suková     | 6–1, 6–2           |
| Subcampeón | 1990 | Roland Garros             | Arcilla    | Natasha Zvereva  | Jana Novotná Helena Suková     | 6–4, 7–5           |
| Subcampeón | 1991 | Roland Garros             | Arcilla    | Natasha Zvereva  | Gigi Fernández Jana Novotná    | 6–4, 6–0           |
| Ganador    | 1991 | Wimbledon                 | Césped     | Natasha Zvereva  | Gigi Fernández Jana Novotná    | 6–4, 3–6, 6–4      |
| Subcampeón | 1991 | Abierto de Estados Unidos | Duro       | Jana Novotná     | Pam Shriver Natasha Zvereva    | 6–4, 4–6, 7–6(7–5) |
| Subcampeón | 1992 | Wimbledon                 | Césped     | Jana Novotná     | Gigi Fernández Natasha Zvereva | 6–4, 6–1           |
| Subcampeón | 1992 | Abierto de Estados Unidos | Duro       | Jana Novotná     | Gigi Fernández Natasha Zvereva | 7–6(7–5), 6–1      |
| Subcampeón | 1993 | Roland Garros             | Arcilla    | Jana Novotná     | Gigi Fernández Natasha Zvereva | 6–3, 7–5           |
| Subcampeón | 1993 | Wimbledon                 | Césped     | Jana Novotná     | Gigi Fernández Natasha Zvereva | 6–4, 6–7(7–9), 6–4 |
| Subcampeón | 1996 | Wimbledon                 | Césped     | Meredith McGrath | Martina Hingis Helena Suková   | 5–7, 7–5, 6–1      |

#### Dobles mixtos: 9 (4 títulos, 5 subcampeones)
| Resultado  | Año  | Campeonato               | Superficie | Compañera             | Oponentes                               | Puntuación          |
| ---------- | ---- | ------------------------ | ---------- | --------------------- | --------------------------------------- | ------------------- |
| Ganador    | 1992 | Wimbledon                | Césped     | Cyril Suk             | Miriam Oremans Jacco Eltingh            | 7–6(7–2), 6–2       |
| Ganador    | 1994 | Abierto de Australia     | Duro       | Andrei Olhovskiy      | Helena Suková Todd Woodbridge           | 7–5, 6–7(0–7), 6–2  |
| Subcampeón | 1994 | Roland Garros            | Arcilla    | Andrei Olhovskiy      | Kristie Boogert Menno Oosting           | 7–5, 3–6, 7–5       |
| Ganador    | 1995 | Roland Garros            | Arcilla    | Mark Woodforde        | Jill Hetherington John-Laffnie de Jager | 7–6(10–8), 7–6(7–4) |
| Ganador    | 1996 | Abierto de Australia (2) | Duro       | Mark Woodforde        | Nicole Arendt Luke Jensen               | 4–6, 7–5, 6–0       |
| Subcampeón | 1996 | Wimbledon                | Césped     | Mark Woodforde        | Helena Suková Cyril Suk                 | 1–6, 6–3, 6–2       |
| Subcampeón | 1997 | Abierto de Australia     | Duro       | John-Laffnie de Jager | Manon Bollegraf Rick Leach              | 6–3, 6–7(5–7), 7–5  |
| Subcampeón | 1997 | Wimbledon                | Césped     | Andrei Olhovskiy      | Helena Suková Cyril Suk                 | 4–6, 6–3, 6–4       |
| Subcampeón | 1999 | Roland Garros            | Arcilla    | Rick Leach            | Katarina Srebotnik Piet Norval          | 6–3, 3–6, 6–3       |

## Vida personal
Se casó con Alex Neiland en 21 de diciembre de 1989.